# Арношт Лустіг

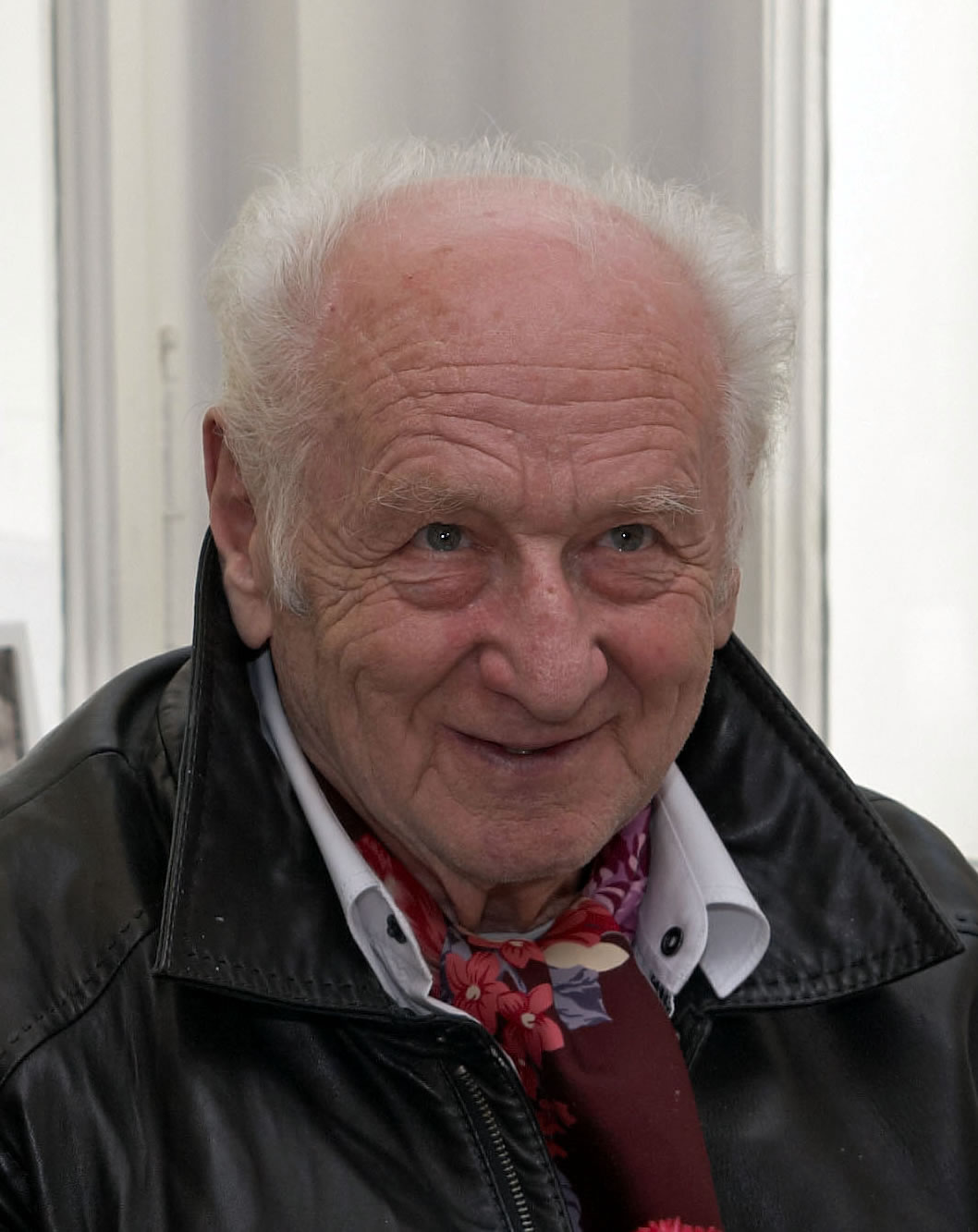
Арношт Лустіг (2009)

Арношт Лустіг (Czech pronunciation: [ˈArnoʃt ˈlustɪk] ; 21 грудня 1926 року — 26 лютого 2011 року] — відомий чеський єврейський автор романів, оповідань, п'єс та сценаріїв, чиї твори часто стосуються Голокосту.

## Біографія
Арношт Лустіг народився 21 грудня 1926 року в Празі. Будучи єврейським хлопчиком у Чехословаччині під час Другої світової війни, він був відправлений в 1942 р. до концтабору Терезієнштадт, звідки пізніше був перевезений до концтабору Освенцім, а потім у концтаборі Бухенвальд . У 1945 році він втік з поїзда, що віз його до концтабору Дахау. Він вчасно повернувся до Праги, щоб взяти участь у повстанні проти німецької окупації в травні 1945 рок .
Після війни вивчав журналістику в Карловому університеті в Празі, а потім кілька років працював на Празькому радіо . Працював журналістом в Ізраїлі під час війни за незалежність, де познайомився зі своєю майбутньою дружиною, яка на той час була волонтером у « Хагані» . Він був одним з основних критиків комуністичного режиму в червні 1967 року на 4-й конференції письменників, відмовився від членства в Комуністичній партії після війни на Близькому Сході 1967 року на знак протесту проти розриву відносин свого уряду з Ізраїлем. Після вторгнення під керівництвом СРСР, яке закінчило Празьку весну в 1968 році, Лустіг залишив країну і жив спочатку в Югославії, потім в Ізраїлю, а пізніше в 1970 році — у США. Він провів навчальний рік 1970—1971 як стипендіат Міжнародної програми письма в Університеті Айови. Після падіння комуністичного режиму в Чехословаччині в 1989 році він розподілив свій час між Прагою та Вашингтоном, округ Колумбія, де продовжував викладати в Американському університеті. Після відставки в Американському університеті в 2003 році він став штатним жителем Праги. Тодішній президент Вацлав Гавел отримав квартиру в Празькому Граді та був нагороджений за внесок у чеську культуру до свого 80-річчя у 2006 році. У 2008 році Люстіг став восьмим лауреатом премії імені Франца Кафки і третім лауреатом премії імені Карела Чапека в 1996 році
Люстіг був одружений з Верою Вейсліцовою (1927—2009), дочкою меблевого виробника з Острави, яка також була ув'язнена в концтаборі Терезін. На відміну від батьків, її не депортували в Освенцім. Про долю родини під час Голокосту вона писала у збірці віршів «Дочка Ольги та Лева». У них двоє дітей — Йозеф (1951) та Єва (1956).
Люстіг помер у віці 84 років у Празі 26 лютого 2011 р. після п'яти років страждання від лімфоми Ходжкіна.
Найвідоміші його книги — «Молитва за Катерину Горовіцову» (видана та номінована на Національну книжкову премію в 1974 році), Діта Саксова (1962, переклад 1979 як Діта Саксова), « Ніч і надія» (1957, переклад 1985) та « Прекрасна зелена» Очі (2004).

## Твори
- Ніч і надія (1957)
- Діаманти ночі (1958)
- Вулиця загублених братів (1959)
- Діта Саксова (1962)
- Транспорт з раю (1962)
- Молитва за Катержину Горовіцову (1964)
- Гіркий запах мигдалю (1968)
- Нелюбимий: З щоденника Перли С. (1979)
- Будинок повернутих відгомонів (1994)
- Прекрасні зелені очі: роман (2000)

## Нагороди
- 1980: Національна премія єврейських книг Діти Саксової[15]
- 1986: Національна єврейська премія за книгу «Нелюбимий: З молочного виробництва Перли С.»